# Grand Prix Monako 1985
Grand Prix Monako 1985 (oryg. Grand Prix Automobile de Monaco) – czwarta runda Mistrzostw Świata Formuły 1 w sezonie 1985, która odbyła się 19 maja 1985, po raz 32. na torze Circuit de Monaco.
43. Grand Prix Monako, 32. zaliczane do Mistrzostw Świata Formuły 1.

## Klasyfikacja
| Legenda oznaczeń w tabelach wyników Wyświetl szablon na nowej stronie | Legenda oznaczeń w tabelach wyników Wyświetl szablon na nowej stronie                                                                     |
| Oznaczenie                                                            | Wyjaśnienie |
| --------------------------------------------------------------------- | --- |
| Złoty                                                                 | Zwycięzca lub mistrzostwo |
| Srebrny                                                               | 2. miejsce lub wicemistrzostwo |
| Brązowy                                                               | 3. miejsce lub II wicemistrzostwo |
| Zielony                                                               | Ukończył, punktował (w klasyfikacji generalnej, gdy zdobył co najmniej jeden punkt na przestrzeni sezonu, poza trzema powyższymi opcjami) |
| Niebieski                                                             | Ukończył, nie punktował (w klasyfikacji generalnej, gdy nie zdobył co najmniej jednego punktu na przestrzeni sezonu)                      |
| Czerwony                                                              | Nie zakwalifikował się (NZ) |
| Czerwony                                                              | Nie prekwalifikował się (NPK) |
| Różowy                                                                | Nie ukończył (NU) |
| Różowy                                                                | Niesklasyfikowany (NS) (w klasyfikacji generalnej, gdy nie został sklasyfikowany w żadnym wyścigu sezonu)                                 |
| Czarny                                                                | Zdyskwalifikowany (DK) |
| Czarny                                                                | Wykluczony (WYK/EX) |
| Biały                                                                 | Nie wystartował (NW) |
| Biały                                                                 | Kontuzjowany (K/INJ) |
| Biały                                                                 | Wyścig odwołany (OD/C) |
| Bez koloru                                                            | Został wycofany (WYC/WD) |
| Bez koloru                                                            | Nie przybył (NP/DNA) |
| Bez koloru                                                            | Nie brał udziału w treningach (NT/DNP) |
| Bez koloru                                                            | Nie został zgłoszony (–) |
| Pogrubienie                                                           | Start z pole position |
| Kursywa                                                               | Najszybsze okrążenie wyścigu |
| †                                                                     | Nie ukończył, ale jego rezultat został zaliczony ze względu na przejechanie więcej niż 90% dystansu wyścigu.                              |
| *                                                                     | Sezon w trakcie |
| 1/2/3                                                                 | Punktowana pozycja w sprincie kwalifikacyjnym                                                                                             |
| Lista systemów punktacji Formuły 1                                    | |

| Pos | No | Kierowca           | Konstruktor       | Okrążeń | Czas/powód NU | Poz. Start. | Punktów |
| --- | -- | ------------------ | ----------------- | ------- | ------------- | ----------- | ------- |
| 1   | 2  | Alain Prost        | McLaren-TAG       | 78      | 1:51:58.034   | 5           | 9       |
| 2   | 27 | Michele Alboreto   | Ferrari           | 78      | + 7.541       | 3           | 6       |
| 3   | 11 | Elio de Angelis    | Lotus-Renault     | 78      | + 1:27.171    | 9           | 4       |
| 4   | 25 | Andrea de Cesaris  | Ligier-Renault    | 77      | + 1 okrążenie | 8           | 3       |
| 5   | 16 | Derek Warwick      | Renault           | 77      | + 1 okrążenie | 10          | 2       |
| 6   | 26 | Jacques Laffite    | Ligier-Renault    | 77      | + 1 okrążenie | 16          | 1       |
| 7   | 5  | Nigel Mansell      | Williams-Honda    | 77      | + 1 okrążenie | 2           |         |
| 8   | 6  | Keke Rosberg       | Williams-Honda    | 76      | + 2 Okrążeń   | 7           |         |
| 9   | 18 | Thierry Boutsen    | Arrows-BMW        | 76      | + 2 Okrążeń   | 6           |         |
| 10  | 3  | Martin Brundle     | Tyrrell-Ford      | 74      | + 4 Okrążeń   | 18          |         |
| 11  | 30 | Jonathan Palmer    | Zakspeed          | 74      | + 4 Okrążeń   | 19          |         |
| NU  | 1  | Niki Lauda         | McLaren-TAG       | 17      | Wypadł z toru | 14          |         |
| NU  | 22 | Riccardo Patrese   | Alfa Romeo        | 16      | Wypadek       | 12          |         |
| NU  | 7  | Nelson Piquet      | Brabham-BMW       | 16      | Wypadek       | 13          |         |
| NU  | 19 | Teo Fabi           | Toleman-Hart      | 16      | Turbo         | 20          |         |
| NU  | 12 | Ayrton Senna       | Lotus-Renault     | 13      | Silnik        | 1           |         |
| NU  | 23 | Eddie Cheever      | Alfa Romeo        | 10      | Alternator    | 4           |         |
| NU  | 28 | Stefan Johansson   | Ferrari           | 1       | Wypadek       | 15          |         |
| NU  | 17 | Gerhard Berger     | Arrows-BMW        | 0       | Wypadek       | 11          |         |
| NU  | 15 | Patrick Tambay     | Renault           | 0       | Wypadek       | 17          |         |
| NZ  | 24 | Piercarlo Ghinzani | Osella-Alfa Romeo |         |               |             |         |
| NZ  | 4  | Stefan Bellof      | Tyrrell-Ford      |         |               |             |         |
| NZ  | 10 | Philippe Alliot    | RAM-Hart          |         |               |             |         |
| NZ  | 9  | Manfred Winkelhock | RAM-Hart          |         |               |             |         |
| NZ  | 8  | François Hesnault  | Brabham-BMW       |         |               |             |         |